# 米花斎英之
米花斎 英之（べいかさい えいし、生没年不詳）とは、江戸時代の浮世絵師。

## 来歴
渓斎英泉の門人。姓は不明、通称源次郎。米花斎と号す。江戸麹町に住む。作画期は天保の頃で人情本の挿絵、錦絵などを描く。

## 作品
- 『吾嬬春雨』二編6冊　※為永春水作、天保3年（1832年）刊行。口絵を歌川国直が描く。
- 『心意気』　※鼻山人作、天保4 - 5年刊行
- 『御年玉今年噺』　※鼻山人作、天保5年刊行
- 『和説仮名論語』　※天保5 - 6年刊行